# 猿投インターチェンジ
猿投インターチェンジ（さなげインターチェンジ）は、愛知県豊田市猿投町にある猿投グリーンロードのインターチェンジである。
名古屋方面のみの出入口であり、入ると終点の八草ICまで出口がない。

## 接続する道路
- 愛知県道349号深見亀首線

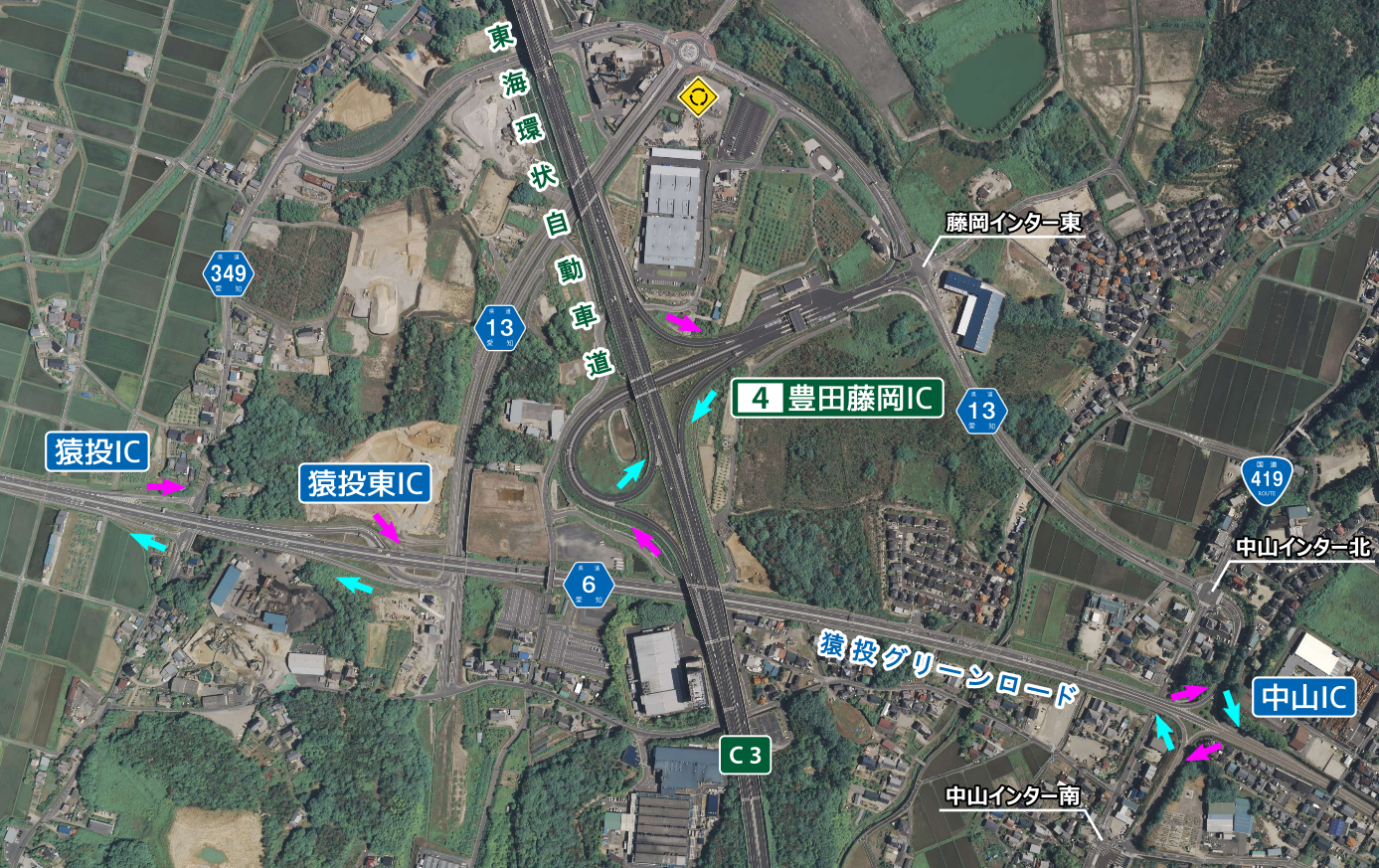
猿投IC周辺 帰属：国土交通省「国土画像情報（カラー空中写真）」配布元：国土地理院地図・空中写真閲覧サービス

## 周辺
- 猿投神社
- 南山国際中学校・高等学校

## 隣のインターチェンジ
猿投グリーンロード
加納IC - 猿投IC - 猿投東IC